# Zhuang
Gli Zhuang (zhuang: Bouxcuengh; trascrizione Sawndip: 佈壯, pinyin: Bùzhuàng; cinese semplificato: 壮族, cinese tradizionale: 壯族, pinyin: Zhuàngzú; lingua thai: ผู้จ้วง, P̄hū̂juang) sono uno dei 56 gruppi etnici riconosciuti ufficialmente dalla Repubblica Popolare Cinese.
Gli zhuang vivono principalmente nella Regione Autonoma di Guangxi Zhuang, nel sud della Cina, ma molti sono anche nelle province di Yunnan, Guangdong, Guizhou e Hunan. La loro popolazione è stimata intorno ai 18 milioni e sono la più grande minoranza del paese, seconda solo al ceppo dell'etnia nazionale cinese, gli han. Circa 400.000 zhuang sono stanziati nelle province settentrionali del Vietnam.
Parlano diversi idiomi e dialetti conosciuti come lingua zhuang, non tutti mutuamente intelligibili. La maggior parte dei membri dell'etnia sono animisti ed osservano il culto degli antenati. Ci sono inoltre percentuali minori di buddhisti, taoisti, cristiani e musulmani.

## Storia
Gli zhuang sono uno dei popoli indigeni della regione autonoma di Guangxi Zhuang., le cui origini etniche probabilmente risalgono al paleolitico. La storia di questo popolo è indissolubilmente legata con quella della antica etnia Bai-Yue ed affonda le sue radici ai tempi della civiltà Luoyue, stanziata lungo il Fiume Rosso, nel nordovest del Guangxi. Lo storico cinese Huang Xianfan, nella sua monumentale opera Storia Generale dello Zhuang, fa risalire il regno di Bu Luotuo, il leggendario antenato del popolo zhuang, al neolitico.
Nonostante lo studio di questo periodo sia controverso a causa dalla mancanza di testimonianze scritte, la scoperta di diversi siti archeologici ha permesso di identificare una successione delle culture neolitiche stanziate lungo il Fiume Rosso e lo Zuojiang-Youjiang. Lungo il fiume Zuojiang-Youjiang si svilupparono la civiltà del riso (iniziata nel 4000 a.C.), la civiltà pala boulder (dal 3000 a.C. al 1000 a.C.) e la civiltà Zuojiang. Lungo la valle del fiume Rosso erano stanziata le seguenti culture: la zhuang, la cultura Gannan, la Bu Luotuo, e la civiltà dei tamburi di bronzo zhuang.
I primi riferimenti storici sugli zhuang risalgono ai tempi della dinastia Zhou, che regnò in Cina tra il 475 a.C. ed il 221 a.C. I cinesi chiamavano Bai-Yue (百越/百粵, i Cento Yue, antenati degli zhuang) gli abitanti delle terre a sud del fiume Azzurro e li consideravano i barbari della Cina meridionale. L'odierno Guangxi orientale venne conquistato dall'impero cinese della dinastia Qin nel 214 a.C. Per portare la zona interamente sotto il proprio controllo, gli Qin Shi Huang costruirono il canale Lingqu, che collega tuttora il fiume Xiang e il Lijiang. Tale nuovo corso d'acqua favorì l'immigrazione nella zona di molti cinesi e di altre minoranze etniche.
Durante il periodo di declino della dinastia Qin, venne fondato nel 203 a.C. dal generale Zhao Tuo (趙陀), un regno indipendente noto come Nan Yue 南越 (Yue meridionale). Questo regno comprendeva parti delle odierne province cinesi del Guangdong, del Guangxi, dello Yunnan e gran parte dell'attuale Vietnam settentrionale. Il regno venne sostenuto dagli zhuang fino al suo collasso, avvenuto nel 111 a.C. La dinastia Han (206 a.C. – 220), considerando barbara la cultura degli zhuang, ridusse la loro autonomia e consolidò la propria autorità attraverso il posizionamento di avamposti militari a Guilin 桂(林), Wuzhou (梧州), e Yulin (玉林).
Nel 42 d.C., il generale Ma Yuan con un esercito, represse, nella regione dello Jiaozhi la sollevazione delle sorelle Trung (徵). La regione comprende il nord del Vietnam e le parti occidentali del Guangxi e del Guangdong. Dopo la sua vittoria il generale riorganizzò l'autorità locale degli zhuang, promosse diverse opere pubbliche, fece costruire canali ed aumentò la produttività del territorio. Il suo operato portò gli zhuang ad elevarsi ad una condizione più moderna, ed ancora oggi Ma Yuan viene venerato nei templi edificati in suo onore.
Dopo il collasso della dinastia Han, il flusso migratorio del popolo yao, proveniente dallo Hunan, provocò una certa instabilità nella regione, a causa della refrattarietà degli stessi yao ad assimilarsi con la popolazione locale. La zona del Guiping dello Guangxi, dove si insediarono gli yao sarebbe diventata un centro della rivolta contro il dominio han, e causò al popolo zhuang terribili sofferenze, a dispetto della loro tolleranza per i nuovi arrivati.
Sotto il dominio della dinastia Tang, il Guangxi divenne parte della provincia di Ling-nan Tao insieme all'attuale Hainan e alla provincia dello Guangdong. Lo studioso Liu Zongyuan divenne amministratore prefettizio a Liuzhou. Allarmati dall'espansione cinese, gli zhuang diedero il loro supporto al Regno Nanzhao, che si era, nel frattempo, notevolmente espanso nella regione dello Yunnan. Le armate di Nanzhao, tra il 751 ed il 754 ebbero la meglio su quelle imperiali, così il Guangxi venne allora diviso tra l'area di influenza zhuang ad ovest di Nanning, e l'area di influenza han ad est.
Dopo la caduta della dinastia Tang, la Cina meridionale passò sotto il controllo del regno Nan Han (Han meridionale), con capitale nel Guangdong, ma solo una parte del territorio venne sottratto agli zhuang. Questa nuova realtà politica, a causa della propria instabilità, venne conquistata dalla dinastia Song nel 971.
La dinastia Song non fu in grado di soddisfare le aspirazioni degli zhuang, e non pose fine all'interminabile lotta portata nella regione dagli yao contro la Cina. Nel 1052, il capo zhuang Nong Zhigao condusse una rivolta contro i Song e fondò un regno indipendente a sud-ovest di Nanning. La rivolta fu soffocata, i cinesi ripresero il controllo del Guangxi ed i ribelli si dispersero negli odierni Yunnan, Laos e Thailandia.
Dopo che la dinastia mongola degli Yuan si sbarazzò dei Song, le sue armate conquistarono nello Yunnan il Regno di Dali, che nel frattempo aveva raccolto l'eredità del Regno di Nanzhao. I mongoli istituirono la Provincia del Guanxi, che, sotto i Song era un territorio occupato. Gli zhuang e gli yao vennero oppressi, ed un ulteriore fattore di disturbo e instabilità per gli zhuang fu rappresentato dall'immigrazione nella zona del popolo miao, che lasciò il Guizhou e lo Hunan per trasferirsi nelle loro terre.
L'area diventò ingovernabile e ciò portò i cinesi, governati dalla nuova Dinastia Ming (1368-1644), a favorire le ostilità tra zhuang, yao e miao, ostilità che raggiunsero il loro culmine con la battaglia della gola di Rattan, che ebbe luogo nel 1465. Nello scontro tra le armate zhuang e quelle yao persero la vita 20.000 soldati. La politica dei Ming fallì, ma la riforma economica che imposero fece prosperare le città più grandi della regione.
La dinastia manciù dei Qing (1644-1912) lasciò la regione nel caos fino al 1726, quando impose un dominio diretto, esattamente come avevano fatto gli Yuan. La situazione in seguito tornò instabile ed il precario equilibrio sfociò nel 1831 con la ribellione degli yao. Dopo vent'anni, nel 1850, la provincia del Jiangsu fu teatro della rivolta dei Taiping. Otto anni dopo, l'esecuzione di un missionario francese nel Guangxi portò alla seconda guerra dell'Oppio. La guerra franco-cinese del 1885 pose il Vietnam sotto il controllo dei francesi, che furono però cacciati nel Guangxi da un'armata zhuang. L'instabilità dell'impero si acuì con le guerre dell'oppio, mentre l'ingerenza degli stranieri contribuì alla depressione economica del XIX secolo. Nel periodo a cavallo tra il XIX ed il XX secolo si susseguirono diverse rivolte nel paese.

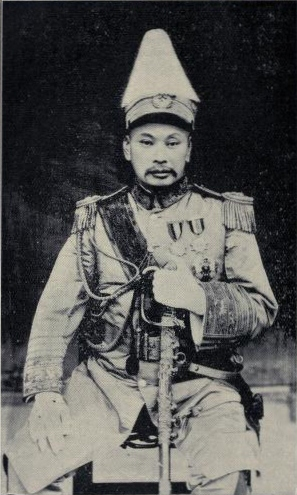
Il signore della guerra Lu Rongting (陆荣廷), fondatore del Guangxi indipendente nel 1911

Il 6 novembre del 1911, a seguito della rivolta di Wuchang, il Guangxi dichiarò la sua indipendenza dall'impero Qing, mentre il generale zhuang Lu Rongting, venne messo a capo del governo militare rivoluzionario dello Guangxi. Il caos che seguì la caduta del potere centrale nel 1912, portò a due guerre tra il Guangxi ed il vicino Guangdong, che, a sua volta, si era dichiarato indipendente e che riuscì a sottomettere nel 1921 il Guangxi. L'esercito Zhuang si dissolse e gli ex militari si diedero al banditismo. La regione rimase in preda al caos fino al 1924, quando il signore della guerra Li Zongren, a capo del nuovo esercito di pacificazione del Guangxi, riconquistò l'indipendenza con il beneplacito del Kuomintang di Sun Yat-sen. Il Guangxi entrò così a far parte della neonata Repubblica di Cina; Li ed i suoi alleati divennero noti come la nuova banda del Guangxi, schierandosi con la fazione del Kuomintang che faceva capo a Chiang Kai-shek, entrando in conflitto con i comunisti.
Negli anni che seguirono, oltre a massacrare i comunisti ed i presunti tali, Li Zongren sconfisse con il suo esercito, altri signori della guerra. Il suo divenne famoso con il nome di esercito volante e si rese importante nel processo di riunificazione della Cina operato da Chiang. L'armata Guangxi di Li fu la prima ad entrare a Pechino, dopo aver preso altre città importanti che si opponevano al Kuomintang. La successiva riorganizzazione dell'esercito proposta da Chiang Kai-shek fu respinta dai vertici del Guangxi, che lasciarono il Kuomintang e tornarono a governare la propria provincia. L'esercito nazionalista li sconfisse, ma la banda del Guangxi rimase al potere e si riorganizzò; nel 1931 si stavano per alleare con i signori della guerra del Guangdong, quando avvenne l'incidente di Mukden e la susseguente invasione giapponese della Manciuria. I cinesi di tutte le etnie e di tutti i partiti si coagularono in un fronte unito di resistenza e ciò consentì a Li ed ai suoi alleati di restare al potere per tutto il tempo che durò la guerra civile cinese, fino al 1949.
Nel 1939, durante la seconda guerra mondiale, il Guangxi fu il principale bersaglio degli attacchi giapponesi. Il famoso giornale patriottico Quotidiano Nazionale della Salvezza venne stampato a Guilin. Nel 1944 i giapponesi lanciarono un'offensiva per conquistare la parte occidentale del Guangxi, ma grazie ai guerriglieri zhuang e al contrattacco cinese, gli invasori furono sbaragliati.
Gli attriti fra Chiang e Li ripresero dopo la fine della guerra, e contribuirono al trionfo dei comunisti nel 1949. Nello stesso anno Li si rifugiò negli Stati Uniti, dopo essere stato per alcuni mesi presidente della Repubblica di Cina. Il Guangxi entrò ufficialmente nella nuova Repubblica Popolare Cinese nel dicembre del 1949. Nel 1958, dopo secoli di dominio cinese, gli zhuang ottennero il riconoscimento parziale delle loro aspirazioni, con la creazione della Regione Autonoma Zhuang del Guangxi. Tale evento gli ha consentito di ottenere una certa autonomia ed essere al contempo parte integrante della Cina. Critiche vengono mosse all'etnia per essere stata totalmente assimilata dalla cultura cinese. La loro lingua è stata riformata e non si può scrivere con gli ideogrammi. La Regione Autonoma degli Zhuang di Guangxi venne condizionata da una depressione economica fino al 1970.

## Lingua, dialetti e sottogruppi
Gli zhuang parlano diversi idiomi e dialetti conosciuti come lingue zhuang, non tutti mutuamente intelligibili, facenti parte della famiglia delle lingue tai. Lo zhuang standard (in pinyin: zhuàngyǔ) si parla nello Yongbei della contea di Wuming, e nel 2007 era parlato da 1.980.000 individui nella zona di Nanning, la capitale del Guanxi; viene talvolta utilizzato per eventuali documenti ufficiali. In passato la lingua zhuang veniva scritta con caratteri cinesi modificati, noti col nome di sawndip, ma è oggi trascritta ufficialmente con caratteri latini. Gli zhuang si tramandano oralmente il racconto epico Baeu Rodo.

### Distribuzione geografica e linguistica

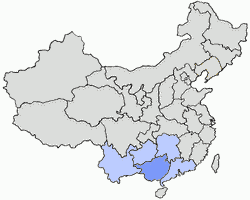
Distribuzione degli zhuang in Cina, in blu è evidenziato il Guangxi ed in azzurro chiaro le altre province dove sono stanziati

Il territorio in cui sono stanziati è talmente vasto che si sono creati diversi dialetti (Tǔyǔ 土语 in cinese), suddivisi dai linguisti cinesi nei due gruppi dialettali (fangyan 方言 in cinese) settentrionale e meridionale.
Lo zhuang settentrionale comprende i seguenti dialetti parlati a nord del fiume Yong:
- Guibei (桂北) - parlato nel 2007 nel Guangxi da 1.500.000 individui. (rif. ISO 639 zgb)[19]
- Hongshui He (红水河) - secondo Ethnologue, questo dialetto si suddivide in ulteriori due dialetti, quello centrale, parlato nel 2007 da 1.080.000 individui nella parte centrale della valle del fiume Hongshui in Guangxi (rif. ISO 639 zch)[20] e quello orientale, parlato da 1.200.000 individui nella parte orientale della valle, in Guangxi (rif. ISO 639 zeh)[21]
- Yongbei (邕北) -, lo zhuang standard, parlato nel 2007 da 1.980.000 individui nella zona di Nanning (rif. ISO 639 zyb)[22]
- Youjiang (右江) - parlato da 870.000 individui nel 2007 nel Guangxi (rif. ISO 639 zyj)[23]
- Guibian (桂边) - parlato da 1.000.000 di individui nel 2007 nel Guangxi (rif. ISO 639 zgn)[24]
- Qiubei (丘北) - parlato da 200.000 individui nel 2007 nello Yunnan orientale (rif. ISO 639 zqe)[25]
- Lianshan (连山) - parlato da 33.000 individui nel 2007 nel Guangdong (rif. ISO 639 zln)[26]
- Liujiang (柳江) - parlato da 1.560.000 individui nel 2007 nel Guangxi (rif. ISO 639 zlj)[27]
  - Liuqian - questo dialetto non è compreso nella lista dei linguisti cinesi. Secondo Ethnologue, veniva parlato nel 2007 da 370.000 individui nella zona ad est di Liujiang, nel Guangxi (rif. ISO 639 zlq)[28]

Lo zhuang meridionale comprende i seguenti dialetti parlati a sud del fiume Yong:
- Yongnan (邕南) - parlato da 1.800.000 individui nel 2007 nel Guanxi meridionale e nello Yunnan orientale e da 10.000 nel Vietnam settentrionale (rif. ISO 639 zyn)[1]
- Zuojiang (左江) - parlato da 1.500.000 individui nel 2000 nel Guanxi e nello Yunnan orientale e da 340.000 nel Vietnam settentrionale (rif. ISO 639 zzj)[2]
- Dejing (得靖) (classificato da Ethnologue come zhuang yang) - parlato da 870.000 individui nel 2007 nel Guanxi occidentale e nello Yunnan orientale, e da un numero imprecisato nel Vietnam (rif. ISO 639 zyg)[3]
- Wenma (文马) (classificato da Ethnologue come zhuang dai) - parlato da 120.000 individui nel 2007 nello Yunnan sudorientale e da 200 nel Vietnam (rif. ISO 639 zhd)[4]
- Yanguang (砚广) (classificato da Ethnologue come zhuang nong) - il gruppo etnico nel 2007 era composto da 600.000 individui ed il dialetto era parlato da 500.000 nello Yunnan sudorientale (rif. ISO 639 zhn)[29]
  - Minz - questo dialetto non è compreso nella lista dei linguisti cinesi. Secondo Ethnologue, veniva parlato nel 2007 da 2.600 individui nella stessa zona dove si parla lo zhuang nong (Yanguang), a cui assomiglia molto (rif. ISO 639 zlq)[28]

## Celebrità storiche
- Huang Xianfan è stato un etnologo cinese conosciuto soprattutto per il suo ruolo nella fondazione della Scuola di Bagui e per le sue pubblicazioni di Zhuangologia.

## Etimologia
Il nome Zhuang veniva scritto dai cinesi con l'ideogramma 獞. Tale carattere si riferisce anche ad una varietà di cani selvatici, così venne considerato un insulto etnico. Nel 1949, il radicale "animale" 犭 fu sostituito da quello "umano" 亻, e l'ideogramma divenne 僮, che significa bambino o anche giovane servitore. Infine, con l'introduzione del cinese semplificato, il primo radicale fu sostituito con 壮, ed il nuovo ideogramma 壮族 ha il significato di "robusto" o "forte".